# Richter-Eispiedmont
Der Richter-Eispiedmont ist ein Vorlandgletscher an der Pennell-Küste des ostantarktischen Viktorialands. Er liegt westlich des Dwyer Escarpment.
Wissenschaftler der deutschen Expedition GANOVEX I (1979–1980) benannten ihn. Namensgeber ist Hans Richter, Besatzungsmitglied auf dem Schiff MS Schepelsturm bei dieser Forschungsreise.